# River Devon
River Devon är ett vattendrag i Storbritannien.   Det ligger i kommunen Clackmannanshire och riksdelen Skottland, i den norra delen av landet, 600 km nordväst om huvudstaden London.